# Conca (Castella - la Manxa)
|  | Per a altres significats, vegeu «Conca». |

Conca (en castellà i oficialment, Cuenca) és una ciutat espanyola, capital de la província homònima, que es troba a la comunitat autònoma de Castella - la Manxa. És a la porta de la regió muntanyenca conquenca, entre les falçs del riu Xúquer i el seu afluent Huécar. És considerada Patrimoni de la Humanitat.

## Història
Aquesta regió fou al centre de la revolta de Shakya al-Fatimi (768-777); a la segona meitat del segle ix va passar a la família dels Banu Dhi-n-Nun (Dhu l-Núnides) de Santaver. El 908 la regió fou dividida entre tres fills de Musa. Es desconeix exactament l'origen històric de la ciutat, en el seu actual emplaçament, però en el segle ix hi havia una fortalesa denominada Kunka (Cuenca), construïda pels àrabs.
Poc abans de la caiguda del califa, vers el 1011 o 1016, la família es va fer independent i en una data incerta entre 1023 i 1035 es va apoderar de Toledo (Tolaitola). Ismaïl ibn Dhi-n-Nun, emir a Santaver juntament amb Abd al-Rahman al-Midras ibn Dhi l-Nun (vers 1011/1016-1023), administrà la zona sol a partir del 1023 i poc després va governar a Toledo (vers 1029?).
A mitjan segle xi, apareix com a valí de Kunka Ibn al-Faradj, per compte dels Dhu l-Núnides, i es va distingir per les seves accions de guerra. Yahya ibn Ismail al-Mamun, que va pujar al tron el 1043, va comprar la seva tranquil·litat mitjançant el pagament de paries a Ferran I de Castella. Quan al-Mamun de València fou atacat pels castellans, va preferir demanar auxili als toledans abans que acceptar el control cristià, però Yahya ibn Ismail al-Mamun només es va limitar a deposar l'amírida valencià i a unir ambdós regnes el 1064, amb la permissivitat de Ferran I. Amb el seu suport, va poder entrar a Còrdova el 1075, poc abans de morir. Yahya I es va convertir, així, en el rei més important dels Dhu l-Núnides, que dominà Còrdova i Balansiya.
El mateix 1075 va ser enverinat a Còrdova, assumint el tron el seu net Yahya Al-Qadir, que el 1075 va fer enverinar al wazir Ibn al-Hadidi (el principal actiu de la dinastia) i es va considerar prou fort en els seus dominis de Toledo—Còrdova—València com per a prescindir de l'aliança del rei lleonès, expulsant de Toledo als partidaris de la col·laboració—submissió amb els cristians; però aquests van provocar una revolta a València, que es va declarar independent sota el comandament d'al-Aziz, i la taifa de Toledo, sense el suport de Castella i Lleó, va perdre les terres cordoveses el 1077, així com les províncies del sud de la regió, i va veure's atacat per l'emir aftàsida al-Mutawàkkil ibn al-Aftas de Badajoz. Així al-Qadir es va veure forçat a demanar novament ajuda castellana i amb ella es va alienar el suport d'una gran part de la població: d'una banda estaven els musulmans, que eren partidaris d'una ruptura de l'aliança amb Castella i Lleó, i un acostament als altres regnes musulmans, i per un altre, els mossàrabs i jueus, partidaris de l'aliança amb Castella i, fins i tot de l'annexió. Quan al-Mutawakki de Badajoz va entrar en la ciutat el 1079/1080, al-Qadir es va refugiar a Conca. Va recuperar el tron l'any següent, ja que Alfons VI va ajudar-lo a recuperar les terres toledanes i valencianes en canvi de què València fos per a Al-Qadir i Toledo per a Alfons.
Després de l'ocupació castellana de Toledo el 1085, Kunka va passar a Castella com a part de la "dot de la mora Zaida". Es creu que de moment l'estructura de Kunka no va variar i que es va limitar a pagar un tribut conservant la població musulmana. El 1097 un exèrcit castellà manat per Àlvar Núñez, vigilava Kunka quan els almoràvits manats per Muhammad ibn Aixa van fer una ràtzia a la regió. El 1108 els almoràvits van entrar a Kunka després de la victòria d'Uclés. El 1137 la població es va revoltar contra la guarnició i foren massacrats per orde de Taixfín ibn Ali.
Al-Udhri (segle xi) l'esmenta com una de les vint estacions de la ruta Saragossa-Còrdova. Al-Idrissí al segle xii la descriu com una petita i antiga vila rodejada de muralles i sense ravals, i diu que era una cura. El 1172 en va fer una descripció Ibn Sahib al-Salat. Yakut (segle xiii) la fa part de l'amal de Santaver. Al-Umari que escrivia al segle xiv, l'esmenta com la XI província de l'Àndalus, incloent les viles d'Oriola, Conca, Elx, Dénia i nombrosos castells.
Ibn Mardanix va cedir terres als cristians a la rodalia de Kunka però els colons es van retirar davant l'almohade Abu Yakub que el 1172 hi va entrar i la va trobar en una forta decadència. amb només 700 habitants. Alfons VIII de Castella la va assetjar el 1177 i els almohades van capitular al cap de set mesos, el 21 de setembre de 1177, operació coneguda com la conquesta de Conca, sent agregada a Castella. Abu Yakub va intentar reconquerir-la el 1194 i va cremar les collites de la zona però no se'n va sortir. Les terres de Conca foren concedides en part als ordes militars de Calatrava i de Santiago i la població es va organitzar en "consejo", si bé van subsistir algunes estructures anteriors com el càrrec de mostassaf (mutahsib). Els furs van donar facilitats comercials als mudèjars; el segon bisbe fou un mossàrab toldeà, sant Julià. Fins al segle xv va subsistir una mesquita al costat del monestir de Nostra Senyora de la Contemplació. Alfons X de Castella li va concedir el títol de ciutat.
Patí el pillatge de les tropes franceses durant la Guerra del Francès, així com dels carlins el 1874. Entre els monuments de Conca destaca la Catedral, monument nacional d'estil gòtic anglonormand, exemplar únic a Espanya.

## Geografia

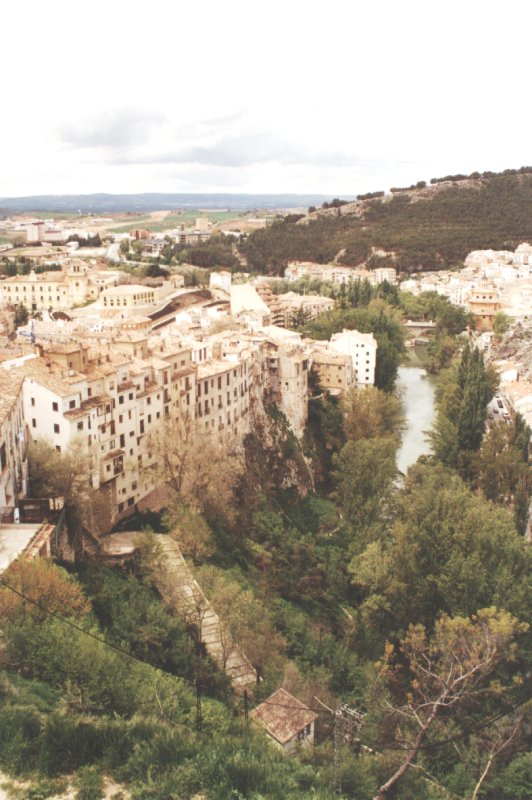
El riu Xúquer al seu pas per Conca

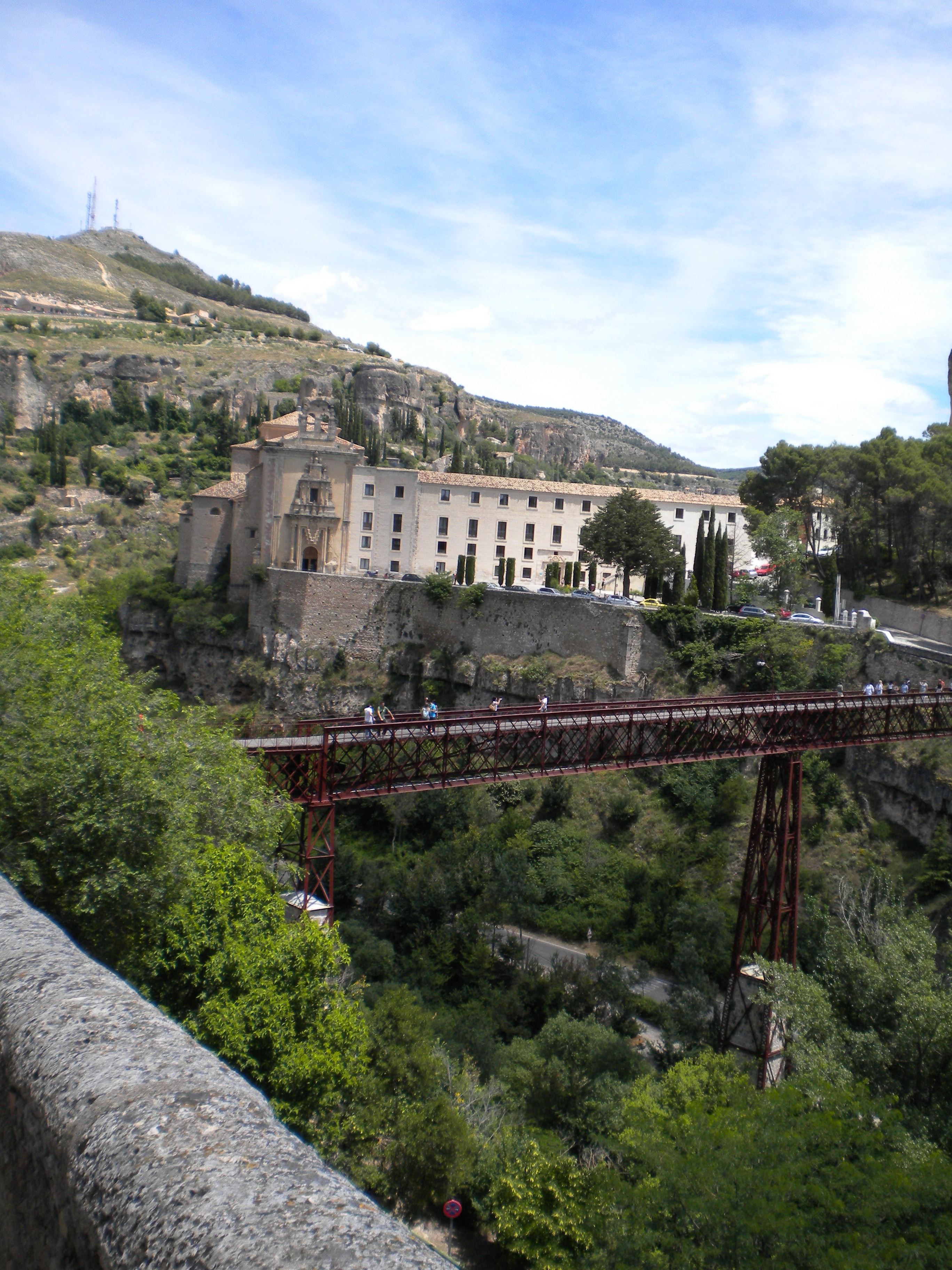
Pont de Sant Pau, sobre el riu Huécar. Tot i els rumors en aquest sentit, no fou dissenyat per Gustave Eiffel.

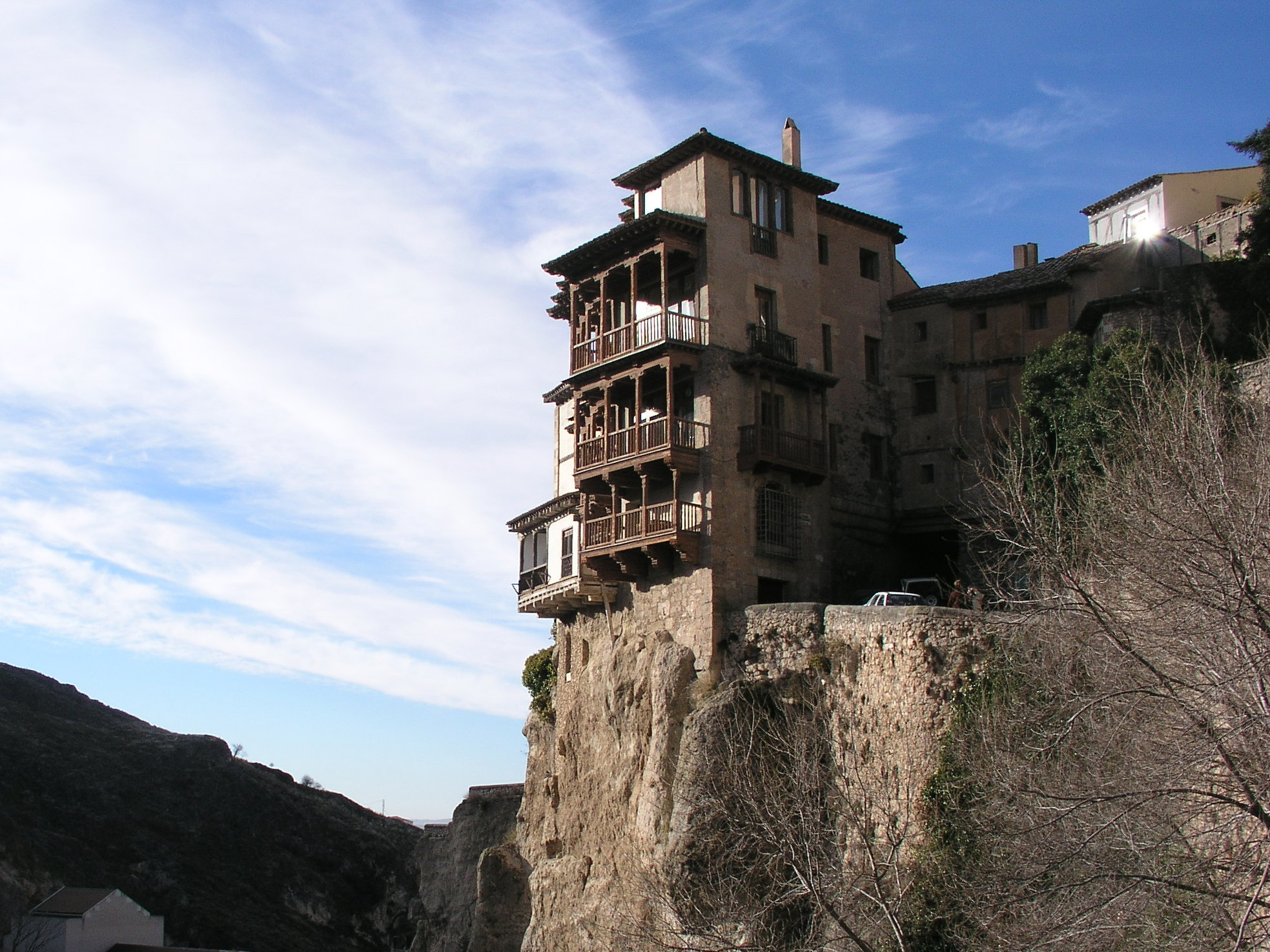
Cases penjades de Conca

Situada en les coordenades: Latitud 40° 04′ Nord i Longitud 2° 08′ Oest, la ciutat es divideix en dues zones ben diferenciades: la ciutat antiga, situada sobre un turó rocós vorejat pel riu Xúquer al nord i pel seu afluent Huécar al sud, desembocant aquest últim en el primer en la part baixa de la ciutat antiga, poc abans del pont de San Antón. A l'oest i sud de la ciutat antiga, i separada pel riu Huécar, s'estén la ciutat nova en direcció nord-sud. L'altitud de la ciutat oscil·la entre els 920 metres de la ciutat nova i els poc més de 1000 de la part més alta de la ciutat antiga.
El clima de Conca és mediterrani continental, amb temperatures molt fredes a l'hivern i suaus a l'estiu, amb una important oscil·lació tèrmica diària durant tot l'any, més acusada els mesos de més calor. Les precipitacions són més abundants que en el seu entorn a causa de l'orografia muntanyenca de la Serra de Conca, pel que se superen els 500 mm., presentant un mínim de pluges en els mesos d'estiu. Els rècords de temperatura registrats són 39,6º el 30 de juliol de 1981 i els -17,8º del 3 de gener de 1971.
Segons la revisió del Padró municipal d'habitants de l'Institut Nacional d'Estadística (2004), la població de Conca pujava a 47.862 habitants: 24.912 (52,05%) dones i 22.950 (47,95%) homes. Del total, 46.067 (96,25%) corresponien a espanyols i 1.795 (3,75%) a estrangers.

## Gastronomia
La cuina de la província de Conca s'inspira de plats fets per pastors, per traginers, per caçadors, homes que han meneser de molta energia perquè han d'afrontar un climar dur on es passa de la calor al fred gairebé sense escales i en una regió que brinda molts productes perquè siguin utilitzats: morterol, all arriero, xoriços, zarajos, xai, perdius, truites, formatges, ametlat, juntament amb vins de la terra i digestius licors: resoli i Aiguardent de la Serra, són els elements fonamentals de la gastronomia tradicional de Conca, tan variada com la geografia i que ha estat condicionada al llarg dels temps per la terra i el temps. Tant la Manxa com la regió muntanyenca, van configurar una forta gastronomia que tenia com a protagonista el pasturatge de bestiar transhumant durant el qual recorrien àmpliament totes les zones de la província, el que propiciava que molts dels guisats fossin compartits en uns i altres llocs. Les carns que principalment es consumeixen són les de xai i porc. El be es sol cuinar rostit tot i que és freqüent menjar-ne en caldereta. Els budells ovins, ben rentades i assaonades, s'entrellacen al voltant d'un sarment i es rosteixen a les brases. A això se li denomina zarajos, plat típic de Conca. La caça hi és també un element fonamental. Llebre i conill són les espècies més abundants juntament amb la perdiu, que es menja escabetxada o amb el tradicional guisat de mongetes. La caça menor és l'ingredient fonamental del plat més tradicional de Conca, el morteruelo. De caça major es cuina el cérvol i el senglar, sobretot a les zones de la serra. Els variats pastures de la província absten un complet aliment per a les ovelles, que aporten un excel·lent formatge en totes les categories, encara que sense cap dubte el més famós i reconegut és el formatge manxec, que competeix amb els millors formatges nacionals i internacionals. El formatge se sol fer la tardor i hivern, com que és quan es considera que la llet és millor qualitat. Es pot prendre fresc, curat, en oli i fregit serveix com a aperitiu o com a delicioses postres acompanyat amb raïm, mel o codonyat. Juntament amb els vins manxecs, el licor per excel·lència de Conca és el resoli, beguda digestiva que se sol prendre després del dinar acompanyat de postres com l'ametlat, mantegades, sospirs de monja… El resoli està compost per aiguardent de la serra, cafè, essència de taronja, sucre i canyella en branca.

## Arquitectura civil

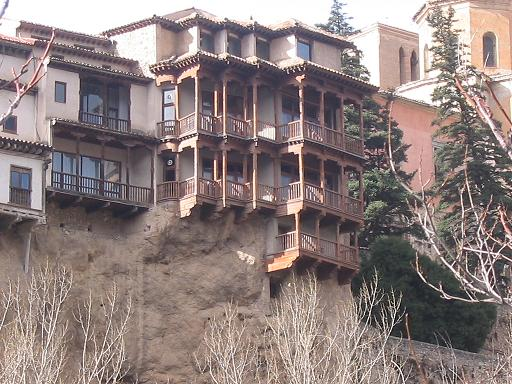
Les cases penjades

- Les Cases Penjades: És el monument més característic de la ciutat. És una sèrie d'habitatges edificats des d'almenys el segle xv directament sobre el Congost del Huécar. Sembla originar-se en una casa senyorial i, fins a l'actualitat, han tingut diversos usos, com el d'Ajuntament. Actualment el conjunt consisteix en tres cases, dues de les quals (Les Cases del Rei) alberguen el Museu d'Art Abstracte Espanyol, i a l'altra (La Casa de la Sirena), hi ha una fonda.
- Plaça de Mangana: Ocupa el solar de l'antic alcàsser i conté la Torre de Mangana i el Monument a la Constitució de Gustavo Torner. Ha estat objecte d'importants campanyes arqueològiques fins a l'any 2010, quan van començar les obres de museïtzació que pretenen integrar les troballes arqueològiques amb la funció de plaça pública que s'havia perdut amb l'inici de les excavacions. Els principals restes que s'integraran a l'edifici són els de l'antic alcàsser, d'una sinagoga i de l'església de Santa Maria de Gràcia

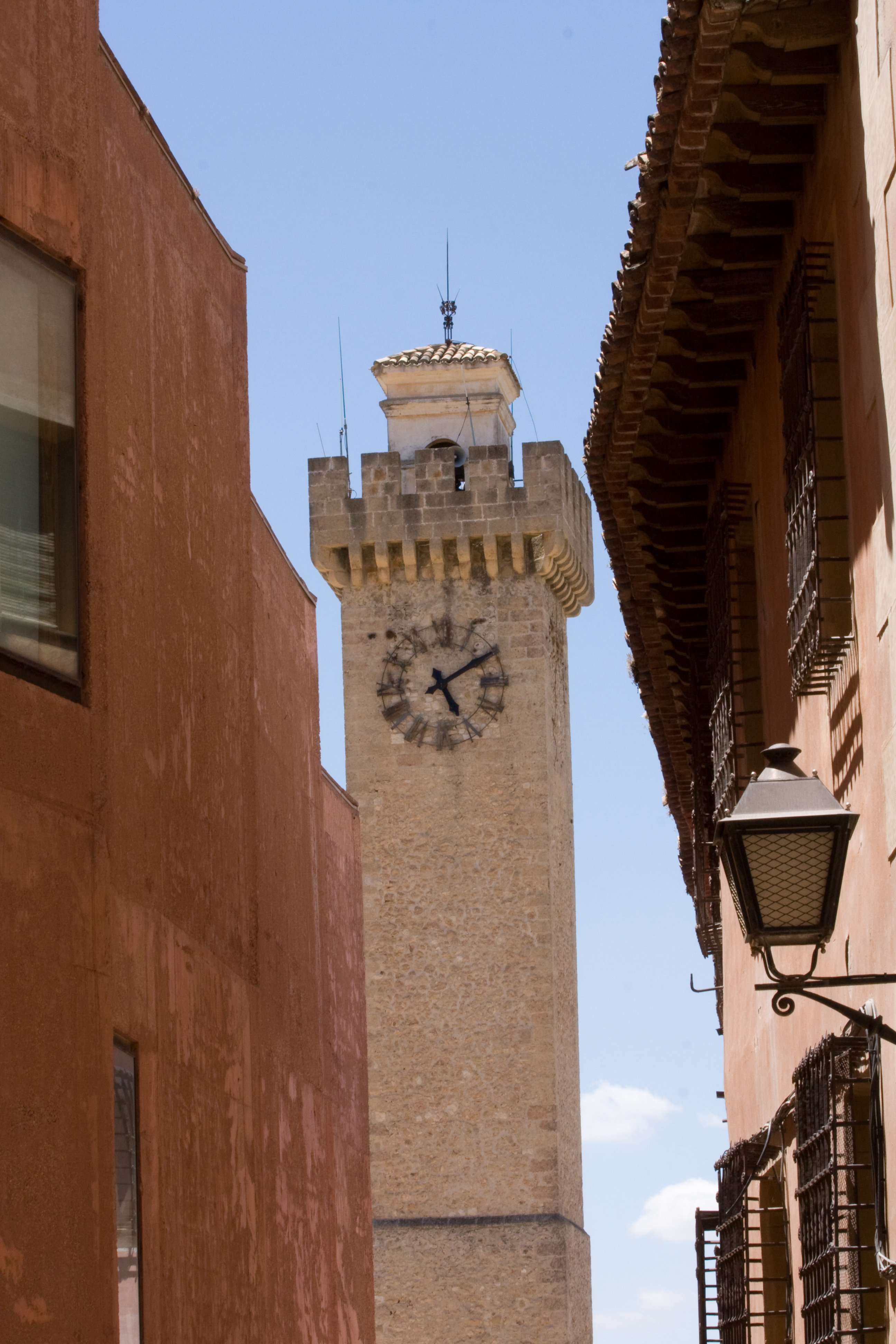
Torre de Mangana

- Torre de Mangana: El nom de Mangana s'utilitza des de final del segle xvi per designar el rellotge de la ciutat. Està situada al solar de l'antic alcàsser andalusí, que va ser el barri mudèjar i després jueria, i del que tot just queden vestigis en l'actualitat. Es creu que antigament va ser una catapulta llança-pedres situada als merlets pròximes, com a element defensiu als seculars atacants de la ciutat.

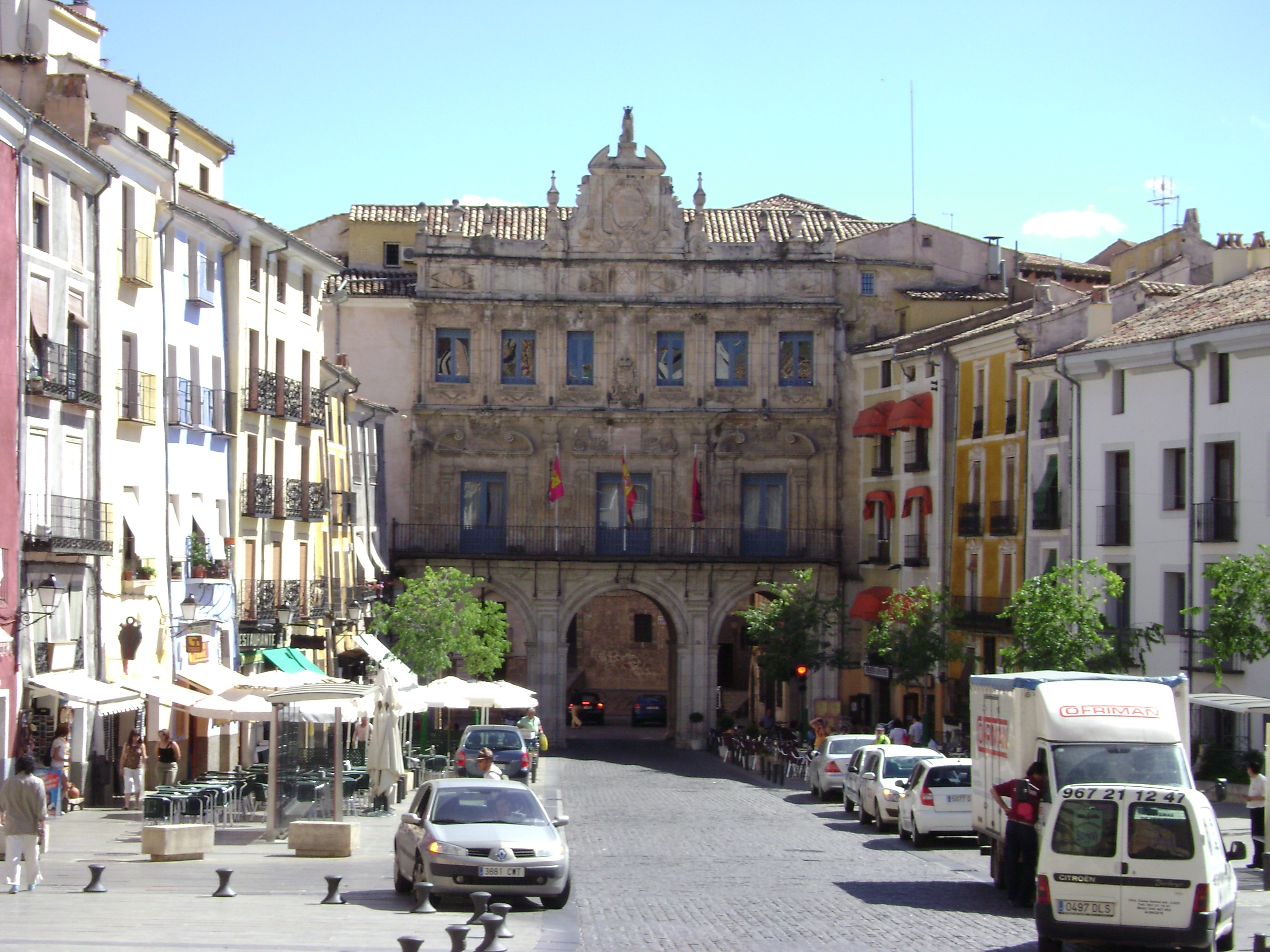
Ajuntament i plaça Major.

- Plaça Major: Es troba al centre de l'eix longitudinal que travessa la ciutat antiga i és el centre neuràlgic d'aquesta. Té una lleugera forma triangular i els seus límits els marquen la catedral, l'Ajuntament i el Convent de les Petras. No es va convertir en la plaça principal de la ciutat cristiana fins al segle xv, quan va substituir la plaça del Carme (llavors de la picota) en les seves funcions de reunió del Concejo.
- Ajuntament: Segons consta a la façana, la construcció es remunta a l'any 1762. És d'estil barroc del temps de Carles III aixecat sobre tres arcs de mig punt. Serveix com a tancament de la plaça Major i es comunica amb el carrer d'Alfons VIII a través d'uns portals porticats.Carrer Alfonso VIII

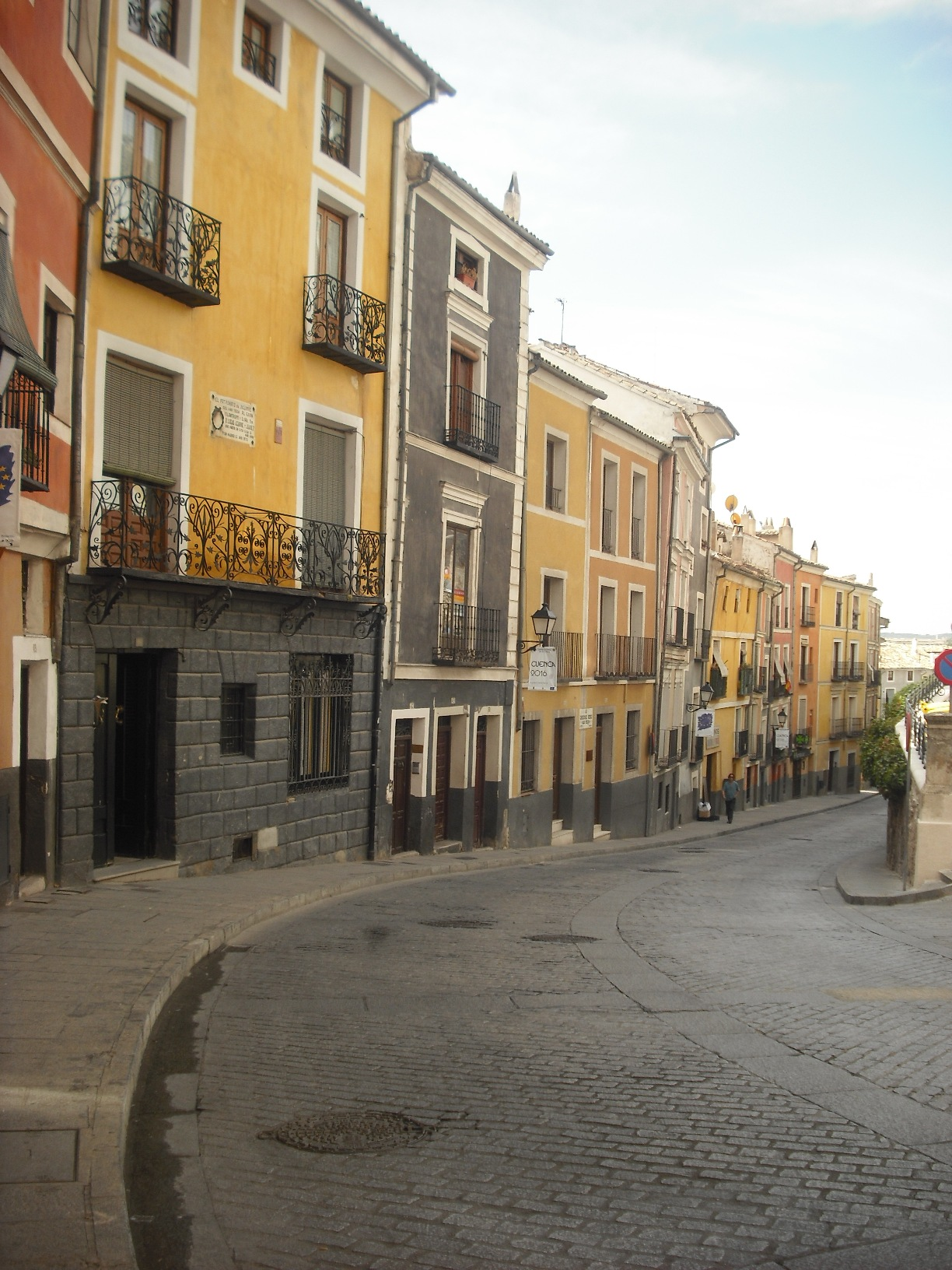
Carrer Alfonso VIII

- Carrer Alfonso VIII: El carrer principal d'accés a la Plaça Major va prendre forma definitiva al llarg del segle xviii. S'hi conserven dos magnífics casals del segle xvii, situades davant de l'escala de la Plaça del Carme. Una és la Casa del Corregidor i l'altra és la casa-palau dels Clement d'Aróstegui, amb molt bona rejería i dos blasons a l'altura del balcó principal.Casa del Corregidor

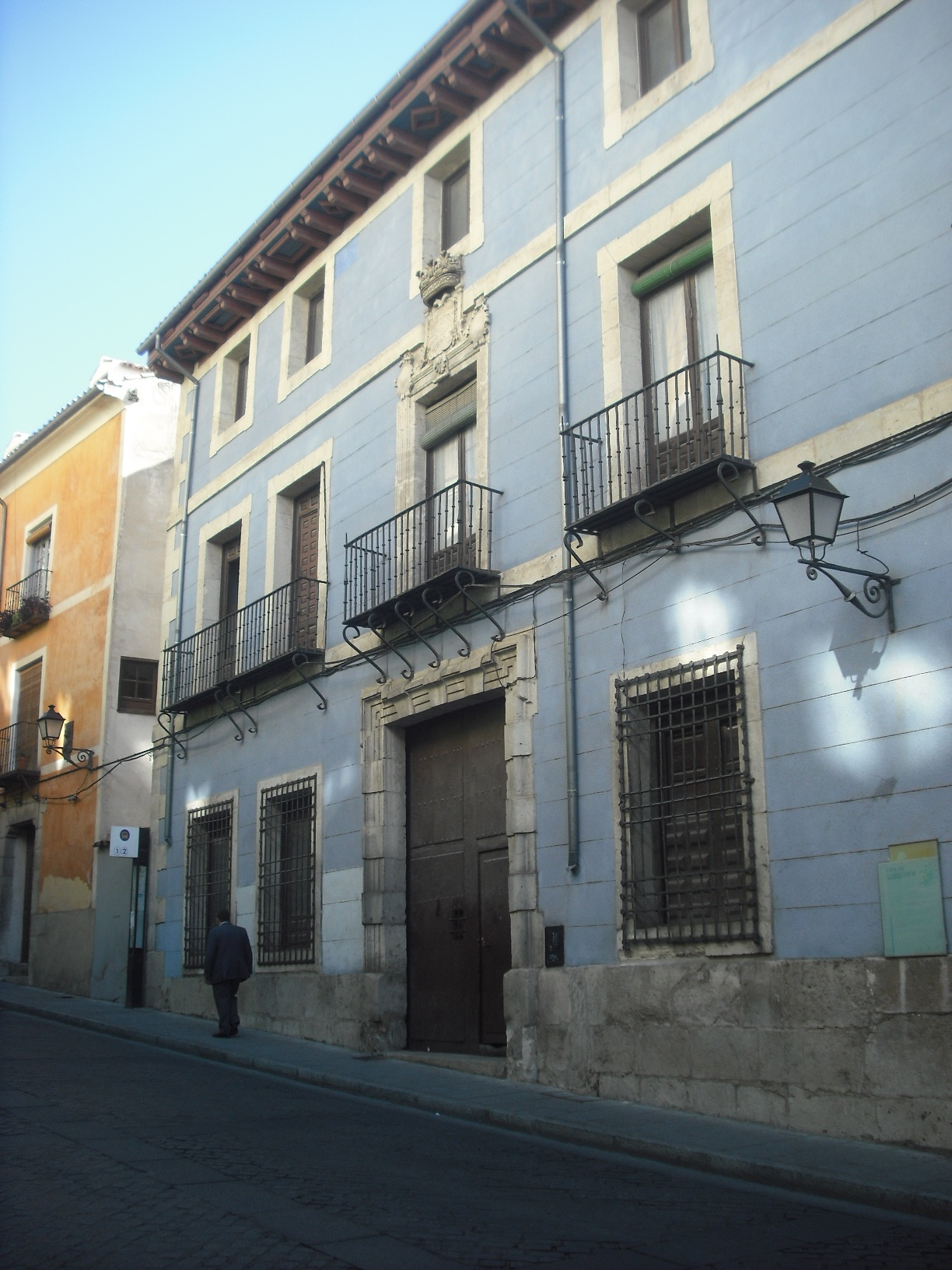
Casa del Corregidor

- Casa del Corregidor: És un edifici massís de tres plantes, dissenyat per José Martín al segle xviii. Se situa al carrer d'Alfons VIII, la principal artèria de la ciutat fins al segle xix.Pont de Sant Pau

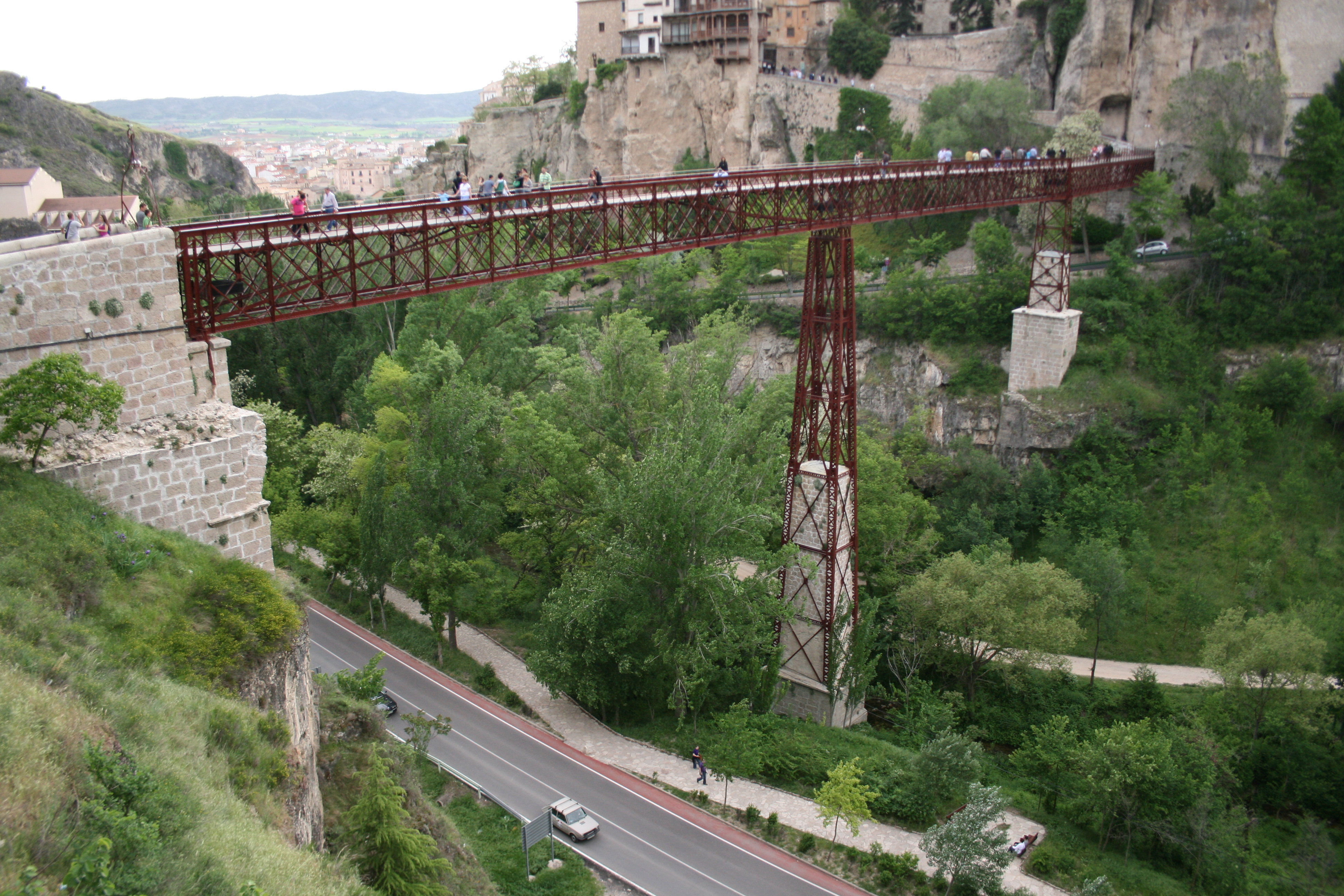
Pont de Sant Pau

- Pont de Sant Pau: Se situa sobre el congost del Huécar. Entre 1533 i 1589 es va construir un pont de pedra, que va acabar desplomant-se amb el pas dels segles. En 1902 es va construir l'actual, de ferro i fusta, segons les tendències arquitectòniques de l'època. Des d'aquest pont s'observen les vistes més tradicionals de les cases penjades. Té una altura aproximada de 60 m. Fou dissenyat per l'enginyer Josep Maria Fuster i encarregat als tallers valencians de Jorge (Jordi? Guillem?) Bartle.[6][7][8]Pont de San Antón

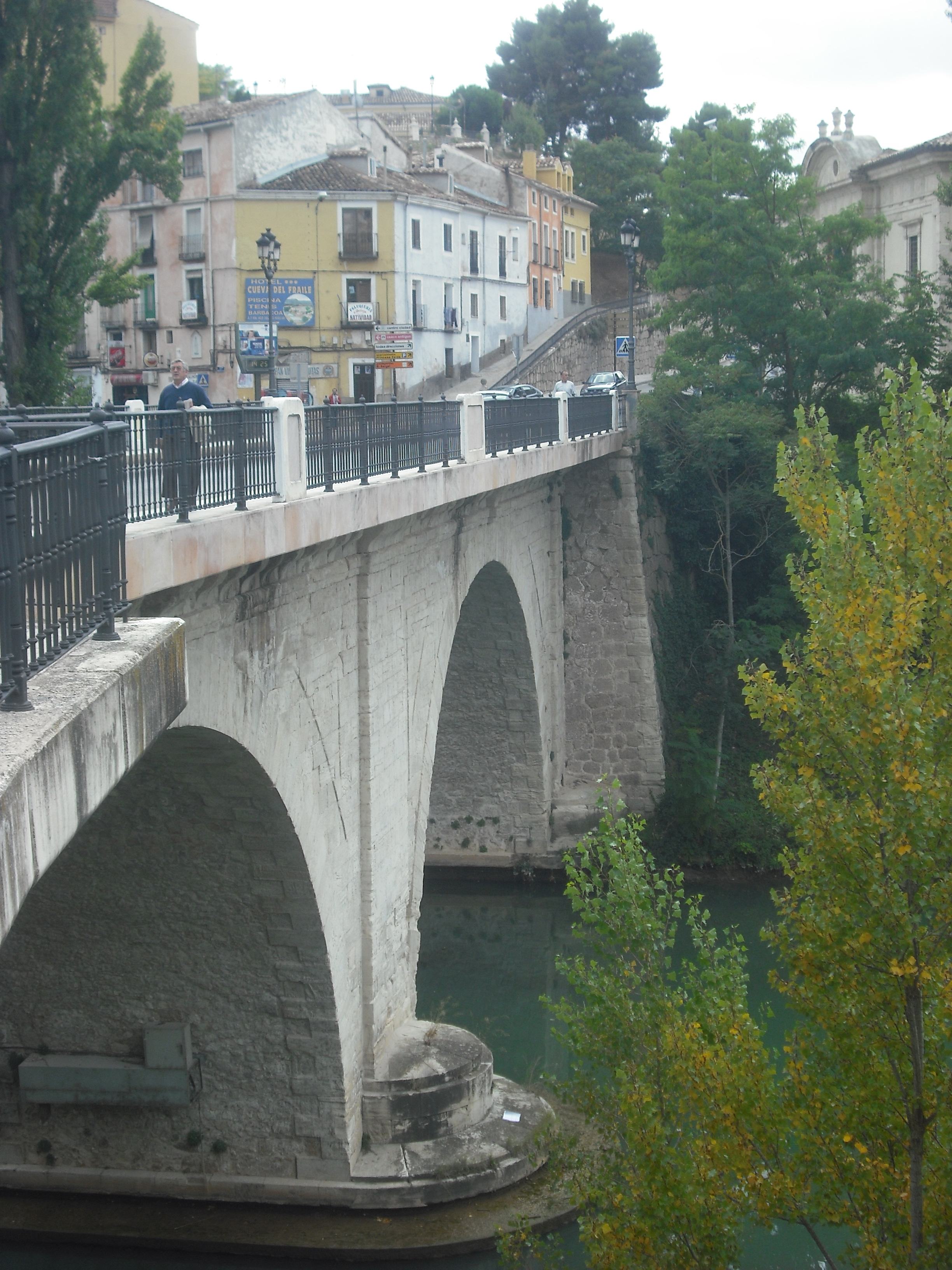
Pont de San Antón

- Pont de San Antón: Està ubicat sobre el riu Xúquer (en castellà Júcar). És d'origen medieval, tot i que s'ha reformat successivament fins al segle xix. Està format per dos arcs de mig punt.
- Castell: En aquest lloc s'aixecava l'antiga alcassaba andalusina. En l'actualitat està en ruïnes, encara es conserva una torrassa, dues torres quadrats. En el llenç de muralla que queda està l'Arc de Bezudo, de mig punt, reformat al segle xvi. Al seu costat apareix un escut amb toisó.
- Gratacels: Es dona tradicionalment aquest nom a les cases que se situen en els números imparells del carrer Alfons VIII i que, tenint tres o quatre altures a aquest carrer, poden arribar a tenir més de deu a la part posterior. Així, aquestes cases pengen sobre el barri de San Martín, mirant cap al congost del Huécar.

## Arquitectura religiasa

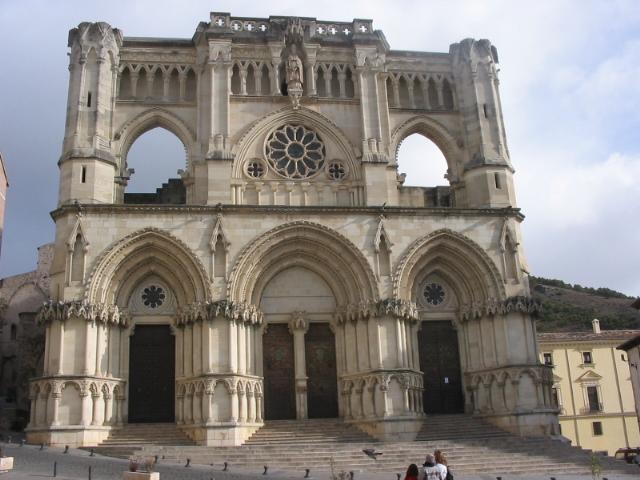
Catedral de Conca

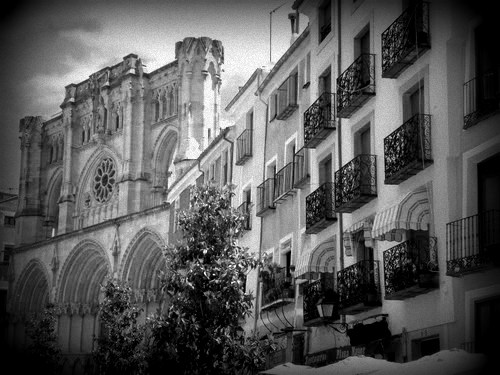
Catedral de Conca

- La Catedral: Es va començar a construir al segle xii al mateix emplaçament on s'aixecava la mesquita aljama i representa un dels exemples més primerencs del gòtic espanyol. La va consagrar el 1208 l'arquebisbe Ximénez de Rada, però no es va acabar fins a 1271. Es tracta d'un edifici excepcional amb elements de la transició del romànic al gòtic i altres del segle xiii i xv. Té planta de creu llatina, amb tres naus i transsepte. Mostra reminiscències del Cister en les voltes, mentre que el llanternó quadrat té inspiració anglesa de l'escola anglonormanda. Les capelles laterals es van concloure a partir del segle xvi. Hi destaquen la dels Apòstols i la de l'Esperit Sant, també anomenada Capella dels Cavallers. Al claustre s'accedeix per l'arc renaixentista de Esteban Jamete. També és digne d'esment el «Transparente», una creació barroca de Ventura Rodríguez. El 1902 es va ensorrar la Torre del Giraldillo, danyant seriosament la façana, per la qual cosa es va haver de demolir i es va construir l'actual façana neogòtica, seguint el mateix estil constructiu general. L'últim canvi va ser la instal·lació de les vidrieres que falten, realitzades per artistes contemporanis com Gustavo Torner. Devora la catedral hi ha el Palau Episcopal.

## Museus d'art
Un dels principals atractius de la ciutat de Conca és la de ser un autèntic empori de l'art contemporani, en una concentració única dins l'estat espanyol, en particular d'obres d'art espanyoles dels anys 1950-60 i més (que, en aquest sentit, s'assimila al nostrat Museu Fran Daurel del Poble Espanyol a Barcelona). Aquí hi ha ubicats el Museu d'Art Abstracte Espanyol (Museo Español de Arte Abstracto, del qual l' Espacio Zobel potser és una part o un predecessor), el Centre d'Art Contemporani Fundació Antonio Pérez, amb més de 4.000 obres, l'Espacio Torner, dedicat a les obres d'aquest artista, i, antigament, també la Fundació Antonio Saura-Casa Zavala (2008-2016), que sembla que ha tancat. Alguns dels artistes representats a les col·leccions dels dos centres majors d'art son, entre altres: Elena Asins, Néstor Basterretxea, Rafael Canogar, Eduardo Chillida, Equip Crònica, Modest Cuixart, Luis Feito, Luis Gordillo, José Guerrero, Josep Guinovart, Manuel Hernández Mompó, Joan Hernández Pijuan, César Manrique, Manolo Millares, Jorge Oteiza, Pablo Palazuelo, Albert Ràfols-Casamada, Gerardo Rueda, Antonio Saura, Eusebio Sempere, Pablo Serrano, Soledad Sevilla, Susana Solano, Antoni Tàpies, Jordi Teixidor de Otto, Gustavo Torner, José María Yturralde, Fernando Zóbel, etc. De dones artistes només comptades.

## Altres llocs d'interès
Als afores es troben zones de gran bellesa natural com la Serra de Conca amb la Ciudad Encantada. La formació rocosa anomenada «ciutat emmurallada» forma part del Patrimoni de la Humanitat per la UNESCO.

## Festes
- Festes de Sant Mateu, del 18 al 21 de setembre (declarada d'interès turístic regional). Són les festes que rememoren la conquesta de Conca per Alfons VIII. Durant aquests dies les penyes omplen els carrers del nucli antic de la ciutat de colorit, música i la tradicional "zurra", una beguda feta amb vi i fruites. També es corren vaquillas enmaromadas a la Plaça Major.
- Setmana Santa - Declarada d'Interès Turístic Internacional

## Personatges destacats
- Enrique de Villena, conegut com el Marquès de Villena (Torralba, Conca, 1384 - Madrid, 1434), ideòleg i escriptor, de la dinastia dels Trastàmara, i Gran Mestre de Calatrava.
- Carlos Patiño (Conca 1600 - Madrid 1675), compositor.
- Gustavo Torner (Conca, 1925), pintor i escultor, cofundador del Museu d'Art Abstracte Espanyol, junt amb Fernando Zóbel, Gerardo Rueda i molts altres, amb qui forma la dita "escola conquesa".

- Antonio Pérez Pérez (Sigüenza, 1934), col·leccionista d'art, editor, escriptor i artista, artífex del Centre d'Art Contemporani Fundació Antonio Pérez a Cuenca.[14]
- José María Yturralde (Conca, 1942), pintor.
- Fernando Zóbel (Manila, 1924 – Roma, 1984), pintor cofundador del Museu d'Art Abstracte Espanyol, junt amb Gustavo Torner, Gerardo Rueda i molts altres, amb qui forma la dita "escola conquesa".
- Gerardo Rueda (Madrid, 1926–1996), pintor cofundador del Museu d'Art Abstracte Espanyol, junt amb Gustavo Torner, Fernando Zóbel i molts altres, amb qui forma la dita "escola conquesa".